# Filippo di Hohenzollern-Hechingen
Filippo Cristoforo Federico di Hohenzollern-Hechingen (Hechingen, 24 giugno 1616 – Hechingen, 24 gennaio 1671) è stato dal 1661 alla sua morte Principe di Hohenzollern-Hechingen.

## Biografia
Filippo era il figlio minore del principe Giovanni Giorgio di Hohenzollern-Hechingen (1577-1623) e di sua moglie Francesca (m. 1619), figlia di Federico I di Salm-Neufville. In quanto figlio secondogenito, Filippo era stato destinato dal padre alla carriera ecclesiastica ed era pertanto divenuto canonico a Colonia ed a Strasburgo. Egli iniziò inoltre a collaborare con l'ambasciata imperiale in Spagna.
Nel 1661, alla morte del fratello maggiore Eitel Federico II (V) senza eredi, divenne necessario che Filippo assumesse il trono. Papa Alessandro VII consentì a Filippo di tornare allo stato laicale dietro pagamento della somma di 4.000 scudi e dovette in seguito ottenere una specifica dispensa papale per sposare il 12 novembre 1662 a Baden-Baden la principessa Maria Sidonia (1635-1686), figlia del margravio Ermanno Fortunato di Baden-Rodemachern.
Il governo del principe Filippo fu però caratterizzato da debolezze intrinseche al principato: la Guerra dei Trent'anni aveva fortemente paralizzato le finanze e portato distruzione nella regione. Filippo si impegnò comunque per risanare l'industria, l'agricoltura, il commercio e nel contempo si dedicò con successo alla realizzazione di chiese e scuole.

## Matrimonio e figli
Filippo e Maria Sidonia ebbero i seguenti eredi:
- Federico Guglielmo (1663–1735), principe di Hohenzollern-Hechingen
- Ermanno Federico (1665–1733), Feldmaresciallo imperiale, sposò nel 1704 la principessa Eleonora Maddalena di Brandeburgo-Bayreuth (1673–1711). Si risposò poi nel 1714 con la contessa Giuseppa di Oettingen-Spielberg (1694–1738)
- Leopoldo Carlo (1666–1684), ucciso durante l'Assedio di Ofen
- Filippo Federico (*/† 1667)
- Maria Margherita (*/† 1668)
- Carlo Ferdinando (*/† 1669)
- Sidonia (1670–1687)
- Francesco Carlo (*/† 1671)

## Ascendenza
|                                                    |                                        |                                    | Genitori                                   |  |  | Nonni |  |  | Bisnonni                      |  |  | Trisnonni                                  |  |
|                                                    |                                        |                                    |                                            |  |  |       |  |  | Karl I, conte di Hohenzollern |  |  | Eitel Friedrich III, conte di Hohenzollern |  |
|                                                    |                                        |                                    |                                            |  |  |       |  |  | Karl I, conte di Hohenzollern |  |  | Eitel Friedrich III, conte di Hohenzollern |  |
|                                                    |                                        | Johanna van Witthem                |                                            |  |  |       |  |  | Karl I, conte di Hohenzollern |  |  |                                            |  |
| Eitel Friedrich I, conte di Hohenzollern-Hechingen |                                        |                                    |                                            |  |  |       |  |  | Karl I, conte di Hohenzollern |  |  |                                            |  |
|                                                    |                                        | Anna von Baden-Durlach             | Ernst, margravio di Baden-Durlach          |  |  |       |  |  |                               |  |  |                                            |  |
|                                                    |                                        | Anna von Baden-Durlach             | Ernst, margravio di Baden-Durlach          |  |  |       |  |  |                               |  |  |                                            |  |
|                                                    |                                        | Anna von Baden-Durlach             | Elisabeth von Brandenburg-Ansbach-Kulmbach |  |  |       |  |  |                               |  |  |                                            |  |
| Johann Georg, principe di Hohenzollern-Hechingen   |                                        | Anna von Baden-Durlach             |                                            |  |  |       |  |  |                               |  |  |                                            |  |
|                                                    |                                        | Froben Christoph, conte di Zimmern | Johannes Werner II, conte di Zimmern       |  |  |       |  |  |                               |  |  |                                            |  |
|                                                    |                                        | Froben Christoph, conte di Zimmern | Johannes Werner II, conte di Zimmern       |  |  |       |  |  |                               |  |  |                                            |  |
|                                                    |                                        | Froben Christoph, conte di Zimmern | Katharina Schenk von Erbach                |  |  |       |  |  |                               |  |  |                                            |  |
| Sibylle von Zimmern                                |                                        | Froben Christoph, conte di Zimmern |                                            |  |  |       |  |  |                               |  |  |                                            |  |
|                                                    |                                        | Kunigunde von Eberstein            | Wilhelm, conte di Eberstein                |  |  |       |  |  |                               |  |  |                                            |  |
|                                                    |                                        | Kunigunde von Eberstein            | Wilhelm, conte di Eberstein                |  |  |       |  |  |                               |  |  |                                            |  |
|                                                    |                                        | Kunigunde von Eberstein            | Johanna von Hanau-Lichtenberg              |  |  |       |  |  |                               |  |  |                                            |  |
| Philipp, principe di Hohenzollern-Hechingen        |                                        | Kunigunde von Eberstein            |                                            |  |  |       |  |  |                               |  |  |                                            |  |
|                                                    | Philipp Franz, conte di Salm-Neufville | Philipp, conte di Salm-Neufville   |                                            |  |  |       |  |  |                               |  |  |                                            |  |
|                                                    | Philipp Franz, conte di Salm-Neufville | Philipp, conte di Salm-Neufville   |                                            |  |  |       |  |  |                               |  |  |                                            |  |
|                                                    | Philipp Franz, conte di Salm-Neufville | Antoinette de Neufchâtel           |                                            |  |  |       |  |  |                               |  |  |                                            |  |
| Friedrich I, conte di Salm-Neufville               | Philipp Franz, conte di Salm-Neufville |                                    |                                            |  |  |       |  |  |                               |  |  |                                            |  |
|                                                    |                                        | Maria Aegyptiaca von Oettingen     | Ludwig XV, conte di Oettingen              |  |  |       |  |  |                               |  |  |                                            |  |
|                                                    |                                        | Maria Aegyptiaca von Oettingen     | Ludwig XV, conte di Oettingen              |  |  |       |  |  |                               |  |  |                                            |  |
|                                                    |                                        | Maria Aegyptiaca von Oettingen     | Salome von Hohenzollern                    |  |  |       |  |  |                               |  |  |                                            |  |
| Franziska von Salm-Neufville                       |                                        | Maria Aegyptiaca von Oettingen     |                                            |  |  |       |  |  |                               |  |  |                                            |  |
|                                                    |                                        | Johann VI, conte di Salm           | Johann V, conte di Salm                    |  |  |       |  |  |                               |  |  |                                            |  |
|                                                    |                                        | Johann VI, conte di Salm           | Johann V, conte di Salm                    |  |  |       |  |  |                               |  |  |                                            |  |
|                                                    |                                        | Johann VI, conte di Salm           | Anne d'Haraucourt                          |  |  |       |  |  |                               |  |  |                                            |  |
| Franziska von Salm                                 |                                        | Johann VI, conte di Salm           |                                            |  |  |       |  |  |                               |  |  |                                            |  |
|                                                    |                                        | Louise de Stainville               | Louis de Stainville                        |  |  |       |  |  |                               |  |  |                                            |  |
|                                                    |                                        | Louise de Stainville               | Louis de Stainville                        |  |  |       |  |  |                               |  |  |                                            |  |
|                                                    |                                        | Louise de Stainville               | Odette Luillier de Manicamp                |  |  |       |  |  |                               |  |  |                                            |  |
|                                                    |                                        | Louise de Stainville               |                                            |  |  |       |  |  |                               |  |  |                                            |  |